# سارا بيرسون
سارا بيرسون (بالسويدية: Sara Persson)‏ هي لاعبة كرة الريشة سويدية، ولدت في 23 يونيو 1980 في داندريد ‏ في السويد.

## وصلات خارجية
- سارا بيرسون على موقع BWF.tournamentsoftware.com (الإنجليزية)
- سارا بيرسون على موقع BWFbadminton.com (الإنجليزية)
- سارا بيرسون على موقع اللجنة الأولمبية الدولية (الإنجليزية)
- سارا بيرسون على موقع أوليمبيديا (الإنجليزية)
- سارا بيرسون على موقع اللجنة الأولمبية السويدية (السويدية)